# Gaia Sanesi
Gaia Sanesi (* 1. April 1992 in Florenz) ist eine italienische Tennisspielerin.

## Karriere
Sanesi begann mit acht Jahren mit dem Tennisspielen und ihr bevorzugter Belag ist Sand. Sie spielt bislang vor allem auf der ITF Women’s World Tennis Tour, wo sie bereits fünf Titel im Einzel und sieben im Doppel gewonnen hat.

## Turniersiege

### Einzel
| Nr. | Datum             | Turnier   | Kategorie   | Belag | Finalgegnerin         | Ergebnis      |
| --- | ----------------- | --------- | ----------- | ----- | --------------------- | ------------- |
| 1.  | 13. Juli 2013     | Getxo     | ITF $10.000 | Sand  | Tatiana Búa           | 7:5, 5:7, 7:5 |
| 2.  | 20. Juli 2013     | Knokke    | ITF $10.000 | Sand  | Tess Sugnaux          | 6:3, 6:3      |
| 3.  | 23. Juli 2017     | Târgu Jiu | ITF $15.000 | Sand  | Miriam Bianca Bulgaru | 6:1, 6:2      |
| 4.  | 12. November 2017 | Hammamet  | ITF $15.000 | Sand  | Marie Benoît          | 6:3, 6:0      |
| 5.  | 20. November 2017 | Hammamet  | ITF $15.000 | Sand  | Warwara Gratschowa    | 6:3, 6:4      |

### Doppel
| Nr. | Datum             | Turnier                  | Kategorie   | Belag     | Partnerin               | Finalgegnerinnen                               | Ergebnis          |
| --- | ----------------- | ------------------------ | ----------- | --------- | ----------------------- | ---------------------------------------------- | ----------------- |
| 1.  | 22. März 2013     | Madrid                   | ITF $10.000 | Sand      | Lucía Cervara Vázquez   | Tatiana Búa Arabela Fernández Rabener          | 7:5, 6:3          |
| 2.  | 28. August 2015   | Braunschweig             | ITF $15.000 | Sand      | Mana Ayukawa            | Shaline-Doreen Pipa Anastazja Rosnowska        | 3:6, 7:65, [10:4] |
| 3.  | 4. September 2015 | Barcelona                | ITF $15.000 | Sand      | Aliona Bolsova Zadoinov | Estrella Cabeza Candela Oleksandra Koraschwili | 6:3, 6:4          |
| 4.  | 17. Januar 2016   | Fort-de-France           | ITF $10.000 | Hartplatz | Jaqueline Cristian      | Emina Bektas Zoe Gwen Scandalis                | 7:65, 7:65        |
| 5.  | 6. Mai 2016       | Santa Margherita di Pula | ITF $10.000 | Sand      | Federica Arcidiacono    | Veronica Napolitano Anna-Giulia Remondina      | 6:4, 6:1          |
| 6.  | 4. März 2017      | Hammamet                 | ITF $15.000 | Sand      | Natasha Piludu          | Dominique Karregat Sandra Zaniewska            | 6:3, 6:2          |
| 7.  | 20. Mai 2017      | Oeiras                   | ITF $15.000 | Sand      | Martina Spigarelli      | Sarah Beth Grey Olivia Nicholls                | 6:0, 6:2          |
| 8.  | 9. Juni 2017      | Madrid                   | ITF $15.000 | Sand      | Michaela Boev           | Ángela Fita Boluda Xenija Kusnezowa            | 6:4, 6:3          |
| 9.  | 24. Februar 2019  | Antalya                  | ITF $15.000 | Sand      | Camilla Scala           | Cristina Dinu Irina Fetecău                    | 6:74, 6:4, [10:8] |
| 10. | 22. Juni 2019     | Klosters                 | ITF $25.000 | Sand      | Lisa Sabino             | Leonie Küng Isabella Schinikowa                | 3:6, 6:1, [10:6]  |